# Венец (област Стара Загора)
Вижте пояснителната страница за други значения на Венец.
Венец е село в Южна България. То се намира в община Опан, област Стара Загора.

## География
Венец е село в Южна България. То се намира в община Опан, област Стара Загора.

## История
Старото име на селото e Гаджалово.

## Религии
В религиозно отношение жителите на селото са източноправославни християни.